# Cinq Jours du Léman
Pour les articles homonymes, voir Léman (homonymie).
Les Cinq Jours du Léman sont la plus longue régate d'endurance en bassin fermé d'Europe. Il s'agit d'effectuer le plus grand nombre de tours du lac Léman en cinq jours. Les bateaux sont tous des monotypes de type Surprise et l'équipage est exclusivement composé de deux navigateurs. Les équipages n'ont pas le droit de mettre pied à terre, ou de recevoir une quelconque assistance durant les cinq jours que dure la régate.

## Historique
Cette course d'endurance tend à devenir célèbre avec le temps. En 2008, le comité d'organisation est amené à limiter le nombre de bateaux participants à 40, afin de pouvoir en assurer le suivi et la sécurité. Les caractéristiques propres à cette régate, comme sa durée et sa règle de non-assistance, la rendent particulièrement attractive aux équipages qui viennent même de France et de Suisse alémanique pour y participer.
La première édition a eu lieu en 1993
Depuis 2005 le public peut suivre tous les bateaux en temps réel sur Internet. Chaque bateau embarque une balise contenant un GPS et un GSM. Elle fonctionne de manière autonome et transmet régulièrement la position du bateau à un serveur.

## Parcours de la Régate[1]
En 2010, une bouée de passage supplémentaire est placée à Rolle. Le retour se faisait, cette année-là, par la bouée de St-Prex au retour. En 2011, le passage de St-Prex au retour de Rolle est supprimé, laissant ainsi plus de champ. St-Prex reste une bouée du plus petit parcours lorsque celle de Rolle devient trop distante afin de permettre une fin de régate plus regroupée.
En 2012, le passage au radioèphare de St-Prex est supprimé, afin de laisser plus de liberté aux concurrents au niveau du choix des options pour remonter sur Vidy.
Historiquement le classement n'étais mis à jour qu'au passage des bouées, ce qui nécessitait d'en avoir suffisamment pour pouvoir suivre la régate. Entre autres le comité de course devait pouvoir décider des raccourcis à envoyer en fonction de la position du peloton et de sa vitesse. Avec la généralisation du suivi par balise GPS le passage de bouées supplémentaires est devenu superflu.

## Vainqueurs[1]
| Édition | Année | Bateau                              | Équipier 1              | Équipier 2           | Nombre d'équipage |
| ------- | ----- | ----------------------------------- | ----------------------- | -------------------- | ----------------- |
| 28      | 2020  | va...rhum9?                         | Eric Monnin             | Ute Wagner           | 40                |
| 27      | 2019  | ...moi non plus                     | Emanuel Müller          | Lorenz Kausche       | 26                |
| 26      | 2018  | Zig Zag                             | Pierre Varin            | Frédéric Peroche     | 27                |
| 25      | 2017  | Le Crève-Coeur                      | Loris Von Siebenthal    | Eric Monnin          | 30                |
| 24      | 2016  | Eaux-secours                        | Nicolas Kauffmann       | Nicolas Anklin       | 29                |
| 23      | 2015  | Pacman Mayer                        | Loic Forestier          | Bruno Engel          | 22                |
| 22      | 2014  | Brachard                            | Patrick Quennoz         | Loris Von Siebenthal | 26                |
| 21      | 2013  | Happycalosse                        | De Cerjat Jean-François | Bartunek Roman       | 20                |
| 20      | 2012  | Hauraki                             | Rey Philippe            | Sache Fabien         | 34                |
| 19      | 2011  | Mordicus-Girod Piscines             | Girod Patrick           | Pochelon Cedric      | 39                |
| 18      | 2010  | Biensur Jr.                         | Gianola Bernard         | Dixon Michael        | 34                |
| 17      | 2009  | Pacman-Mathys / Cartier les régates | Forestier Loïc          | Girardet Denis       | 41                |
| 16      | 2008  | CER 1-Implenia                      | Schuler Andreas         | Samuel Vionnet       | 40                |
| 15      | 2007  | Optique de la gare Lausanne         | Arnaud Gavairon         | Pascal Lavarelo      | 37                |
| 14      | 2006  | Mayer Opticiens                     | Jean-Pascal Chatagny    | Patrick Besson       | 33                |
| 13      | 2005  | Teo Jakob-Sapangels                 | Cyrus Golchan           | Etienne Revol        | 24                |
| 12      | 2004  | Mayer Opticiens                     | Patrick Besson          | Emmanuel Dufour      | 16                |
| 11      | 2003  | Genève 3                            | Jérôme Clerc            | Cyrus Golchan        | 18                |
| 10      | 2002  | Securitas Direct                    | Denis Girardet          | Olivier Légeret      | 19                |
| 9       | 2001  | Securitas Direct                    | Denis Girardet          | Olivier Légeret      | 15                |
| 8       | 2000  | Va.. rhum                           | Eric Monnin             | Jean-Claude Monnin   | 17                |
| 7       | 1999  | Securitas Direct                    | Denis Girardet          | Olivier Légeret      | 14                |
| 6       | 1998  | Va.. rhum                           | Eric Monnin             | Jean-Claude Monnin   | 15                |
| 5       | 1997  | 37'2 René                           | René Mermoud            | Arnaud Gavairon      | 11                |
| 4       | 1996  | Di Padova Transports                | Olivier Perron          | Renaud Stitelmann    | 12                |
| 3       | 1995  | Iaione                              | Patrick Besson          | P.A. Besuchet        | 16                |
| 2       | 1994  | Genève 3                            | Kiny Parade             | Stephane Bolognini   | 23                |
| 1       | 1993  | Di Padova Transports                | Renaud Stitelmann       | Yvan Stitelmann      | 17                |